# Mombello di Torino
Mombello di Torino (piemontiul: Mombel) egy olasz község Piemont régióban, Torino megyében. 

## Elhelyezkedése

Mombello di Torino község Torino megye térképén

A vele határos települések: Arignano, Moncucco Torinese (Asti megye), Moriondo Torinese és Riva presso Chieri.

## Fordítás
- Ez a szócikk részben vagy egészben  a   Mombello di Torino című olasz Wikipédia-szócikk fordításán alapul.  Az eredeti cikk szerkesztőit annak laptörténete sorolja fel. Ez a jelzés csupán a megfogalmazás eredetét és a szerzői jogokat jelzi, nem szolgál a cikkben szereplő információk forrásmegjelöléseként.